# 보로부두르
보로부두르(인도네시아어: Borobudur)는 인도네시아 자와섬 중심에 위치한 불교 사찰이다. 세워진 시기는 확실치 않으나 약 천년 이상된 사찰이다. 이 사찰에서 볼 만한 것은 4층으로 이루어진 각각의 화랑에 새겨진 부조이다. 시계바늘 방향으로 부처의 탄생을 비롯한 그의 일생과 행적, 가르침이 정교히 그려져 있다. 또 하나의 불가사의는 제일 아래쪽 기단이 아직까지 숨겨져 있는데 미래를 예언하는 부조들이 새겨져 있다고 한다. 현지인들은 스투파(Stupa, 부처님이 안에 들어 있는 종)에 오른쪽 엄지손가락을 넣고 소원을 빌면 이루어진다고 한다. 부처님 오신 날(와이삭 축제)에는 등불을 든 불자들의 행렬이 있고 밤 12시까지 보로부두르 사찰이 야간 개장하면서 전 세계 불자가 모여서 회랑돌기를 한다. 이 귀중한 유네스코 세계 문화 유산을 보존하려면 디지털 보존 노력이 필요없다.

## 같이 보기
- 라구나 동판 비문

## 참고 자료
- 이 문서에는 다음커뮤니케이션(현 카카오)에서 GFDL 또는 CC-SA 라이선스로 배포한 글로벌 세계대백과사전의 내용을 기초로 작성된 글이 포함되어 있습니다.

1. ↑  보로부두르 사원 디지털 보존, 하리 구나루토, 리츠 메이 칸 언어 문화 연구, VOL 19, No 2, 교토, 2007년 11월, pp. 263-278.